# Stoubzy
Stoubzy (belarussisch Стоўбцы, russisch Столбцы, polnisch Stołpce, litauisch Stolpcai, jiddisch סטויבץ Steibtz) ist eine Kleinstadt in Belarus in der Minskaja Woblasz an der Memel, westlich von Minsk. Sie ist Verwaltungssitz (Kreisstadt) des Rajons Stoubzy.

## Verkehr
Stoubzy liegt an der Hauptbahnstrecke der Belaruskaja tschyhunka und an der Autobahn von Brest über Minsk nach Moskau. Bis 1939 befand sich hier der wichtigste polnische Grenzbahnhof zur Sowjetunion. Auf sowjetischer Seite lag der Grenzbahnhof in Njeharelaje (russisch Njegoreloje). Zwischen beiden Bahnhöfen war die Bahnstrecke in 1435 und 1524 mm Spurweite ausgeführt. In Richtung Osten mussten Reisende in Njegoreloje von den auf europäischer Normalspur ankommenden Zügen der polnischen Staatsbahn PKP in die Züge auf russischer Breitspur der sowjetischen Staatsbahn SŽD umsteigen, in Richtung Westen fand der Wechsel in Stoubzy statt, beide Bahnhöfe dienten zudem der Grenz- und Zollkontrolle.

## Geschichte
Stoubzy wurde 1593 gegründet. Bis zu den polnischen Teilungen gehörte es zu Polen-Litauen, danach zu Russland. Lange bestand hier ein Schtetl mit einer großen jüdischen Bevölkerung.
Zwischen 1919 und 1921 im Polnisch-Sowjetischen Krieg befand sich Stoubzy in umkämpftem Gebiet und gelangte schließlich zur Republik Polen. 

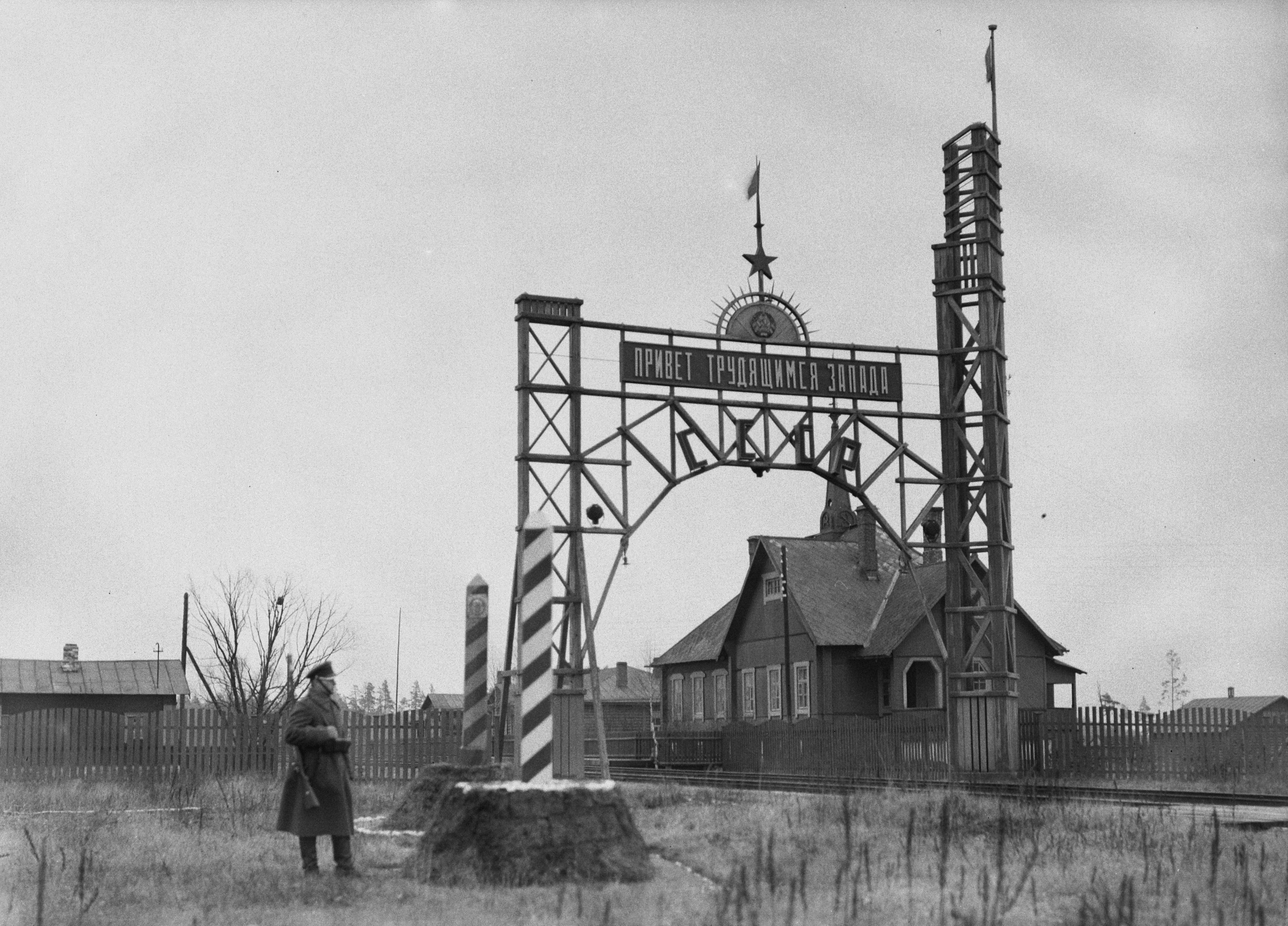
Polnisch-Sowjetischer Eisenbahn-Grenzübergang 1934

Im August 1924, als Stoubzy an der Ostgrenze der zweiten polnischen Republik lag, kam es zu einem Grenzzwischenfall, bei dem sowjetische bewaffnete Kräfte die ortsansässige Polizei und Regierungsgebäude angriffen, um zwei gefangene kommunistische Aktivisten zu befreien.
Nach Beginn des Zweiten Weltkrieges 1939 lag Stoubzy zunächst im sowjetisch besetzten östlichen Teil Polens und wurde der Belarussischen SSR zugeschlagen. Im Juni 1941 lebten mehr als 3000 Juden in der Stadt, einschließlich mehrerer hundert Flüchtlinge aus deutsch besetzten Teilen Polens. Von 1941 bis 1944 war die Stadt deutsch besetzt. Nach einer Woche Besatzung erschossen Deutsche rund 200 Juden gemeinsam mit mehreren Dutzend nicht-jüdischen Opfern, angeblich als Vergeltung für Angriffe auf deutsche Soldaten. Am 23. September 1942 wurden 450 Juden zu ihren Arbeitsplätzen geschickt, während 750 Juden, hauptsächlich Frauen, im Wald erschossen wurden. 850 schafften es entweder zu fliehen oder sie versteckten sich im Ghetto. Am 2. Oktober wurden weitere 488 Juden, meist Frauen und Kinder erschossen.  Weitere 350 Juden wurden am 11. Oktober ermordet. Am 31. Januar 1943 wurden die verbliebenen 254 Juden einschließlich jener, die aus Nowy Swerschen hinzukamen, erschossen. In den folgenden Tagen wurden gefangene Juden ebenfalls ermordet und 293 Juden wurden am 4. Februar 1943 erschossen. Einige der aus dem Ghetto geflüchteten Juden überlebten, indem sie sich den Bielski-Partisanen im nahegelegenen  Nalibokiwald anschlossen. Nach Kriegsende gelangte Stoubzy erneut an die Belarussische SSR, die nach Zerfall der Sowjetunion zur unabhängigen Republik Belarus wurde.